# Operacja Brevity
Operacja Brevity – brytyjska operacja wojskowa przeprowadzona w dniach 15–27 maja 1941 roku w czasie kampanii afrykańskiej II wojny światowej, mająca na celu przerwanie oblężenia Tobruku.

## Rozkład sił
12 maja, trzy dni przed rozpoczęciem operacji Brevity, konwój o kryptonimie Tiger zawierający 238 czołgów (21 Mark VIC, 82 czołgi Cruiser (w tym duża część nowych czołgów Crusader) i 135 czołgów piechoty Matilda) oraz 43 myśliwce Hawker Hurricane przybył do Aleksandrii. W związku z tymi uzupełnieniami i ogólną presją premiera Winstona Churchilla na zajęcie Tobruku gen. Wavell postanowił przeprowadzić kontrofensywę na pozycje wroga. Pierwszym celem  miało być zdobycie Sollum i przełęczy Halfaya z Fortem Capuzzo, a następnie uwolnienie Tobruku.
Gen. Archibald Wavell pospiesznie zreorganizował XIII Korpus pod dowództwem gen. Noela Beresforda-Peirse'a. W tym czasie armia ta składała się z 7 Dywizji Pancernej oraz indyjskiej 4 Dywizji Piechoty. Przeciwko nim stał Afrika Korps gen. Erwina Rommla, który miał więcej dywizji, lecz o wiele mniej czołgów. W dodatku wchodzące w skład jego sił wojska włoskie były niedostatecznie wyposażone i nieprzygotowane do ciężkich warunków panujących na pustyni. Pomimo tych problemów potrafili stawić czoło Brytyjczykom.

## Przebieg operacji
Rankiem 15 maja 1941 roku na pozycje 15 batalionu motocyklowego z 15 dywizji pancernej i włoskiej kompanii lekkiej piechoty z kilkoma działami przeciwpancernymi 47/32 mm uderzyła piechota z 2nd Scots Guards wspierana przez czołgi z 4 RTR. Niemcy i Włosi nie zdołali powstrzymać natarcia i musieli się wycofać. Podczas odwrotu Włosi okrążyli i zniszczyli siedem z dziesięciu czołgów Matylda ze szwadronu C, 4 RTR. Przełęcz Halfaya znalazła się w rękach brytyjskich. Sukces był tym większy, że gdy Szkoci i Australijczycy uderzyli na As-Sallum, Niemcy nie wytrzymali także tego natarcia. Następnie Matildy z 4. RTR ruszyły na Fort Capuzzo, który został zdobyty w południe. Straty Brytyjczyków w tym ataku wynosiły 160 żołnierzy, 5 zniszczonych czołgów Matilda i 13 uszkodzonych.
Dla sztabu Rommla wiadomości nie były zadowalające. Postanowiono wysłać w rejon walk 8. ppanc. (Kampfgruppe „Herff” i „Kramer”), wsparty baterią armat Flak 18/36. Już 17 maja czołgi niemieckie płk. Herffa śmiałym atakiem odbiły Fort Capuzzo i zbliżyły się do przełęczy Halfaya. Niemcy postanowili wykorzystać ogromny atut, jakim były działa 88 mm, i zniszczyć brytyjskie jednostki pancerne, nie wdając się w walki bezpośrednie. Kampfgruppe „Herff” skierowała się na południowy zachód od As-Sallum, co sprowokowało Brytyjczyków do kontrnatarcia. Matildy z 4 RTR zostały zmasakrowane z odległości 1000 m przez obsługi „88”, zniszczono 11 czołgów. Ten manewr pozostawił As-Sallum bez osłony pancernej, co sprawiło, że Kampfgruppe „Kramer” bez przeszkód opanowała miasto. Niemcy za wszelką cenę starali się ponownie zająć przełęcz Halfaya. Zmienili jednak taktykę – unikali frontalnego natarcia, starali się sprowokować Brytyjczyków do lokalnych kontrataków, w których zniszczyli ich czołgi. Główne natarcie na przełęcz nastąpiło 26 maja. Na pozycje brytyjskie z zachodu nacierał 1. batalion ze 104 pzmot., natomiast czołgi Kampfgruppe „Kramer” oraz 15 batalion motocyklowy po wykonaniu głębokiego obejścia przełęczy uderzyły na Brytyjczyków od wschodu. Natarcie 1 batalionu nie przyniosło spodziewanych rezultatów i wsparte zostało przez czołgi z Kampfgruppe „Herff”. Piechurzy po otrzymaniu wsparcia przełamali pozycje brytyjskie. Brytyjczycy usiłowali się bronić, jednak gdy na ich tyłach pojawiły się czołgi z Kampfgruppe „Kramer”, musieli się wycofać. Rommel odzyskał przełęcz Halfaya za cenę niewielkich strat.

## Straty i przyczyny niepowodzenia operacji

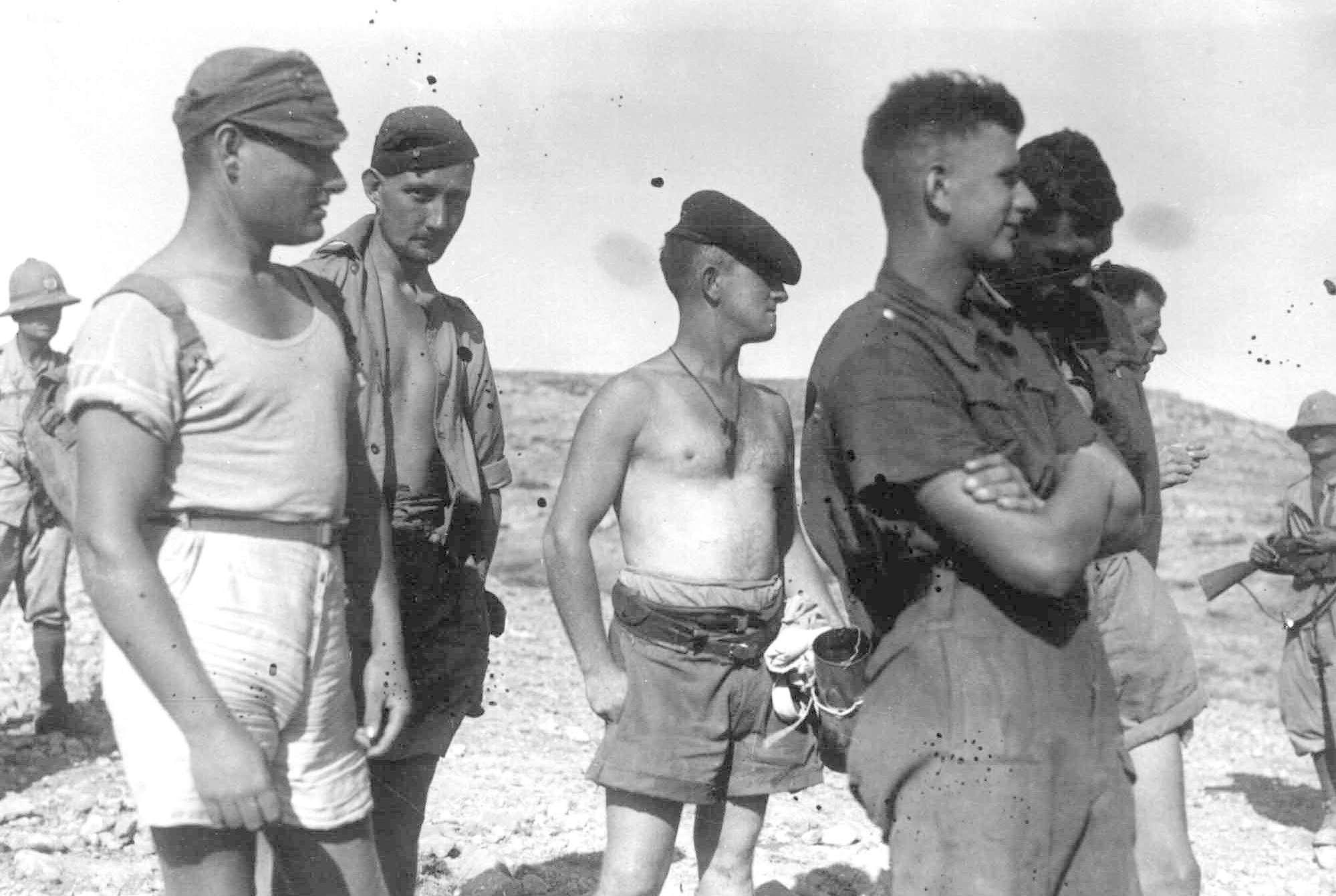
Brytyjscy jeńcy w niewoli włoskiej

W tej operacji armia Rommla poniosła minimalne straty (5 czołgów i ok. 500 zabitych). Straty brytyjskie były o wiele większe. Alianci stracili 96 czołgów, oraz ponad 1000 żołnierzy. Dodatkowo, w wyniku ponownego przejęcia przełęczy Niemcy zdobyli dużą ilość zaopatrzenia i sprzętu, w tym 9 dział artylerii, 7 Matild, oraz pewną część samochodów ciężarowych.
Brak koordynacji między siłami lądowymi i powietrznymi oraz między XIII korpusem i 9 dywizją australijską gen. Morsheada pozostałą w Tobruku to główne przyczyny niepowodzenia operacji. W wyniku tego armia brytyjska wykonała szybki odwrót w stronę Egiptu, a Rommel począł ostre przygotowywania do kontrnatarcia. W następnym miesiącu podczas operacji Battleaxe te same alianckie dywizje pod tym samym dowództwem ponowiły atak, lecz znowu otrzymały kosztowną lekcję od Afrika Korps. Dopiero podczas operacji Crusader zdołano uwolnić Tobruk spod oblężenia wojsk niemiecko-włoskich.

## Ordre de Bataille wojsk brytyjskich
W poniższym zestawieniu ujęto tylko duże związki operacyjne i taktyczne. Nie ujęto w nim armijnych ani korpuśnych jednostek artylerii, saperów, rozpoznawczych i innych pomocniczych.

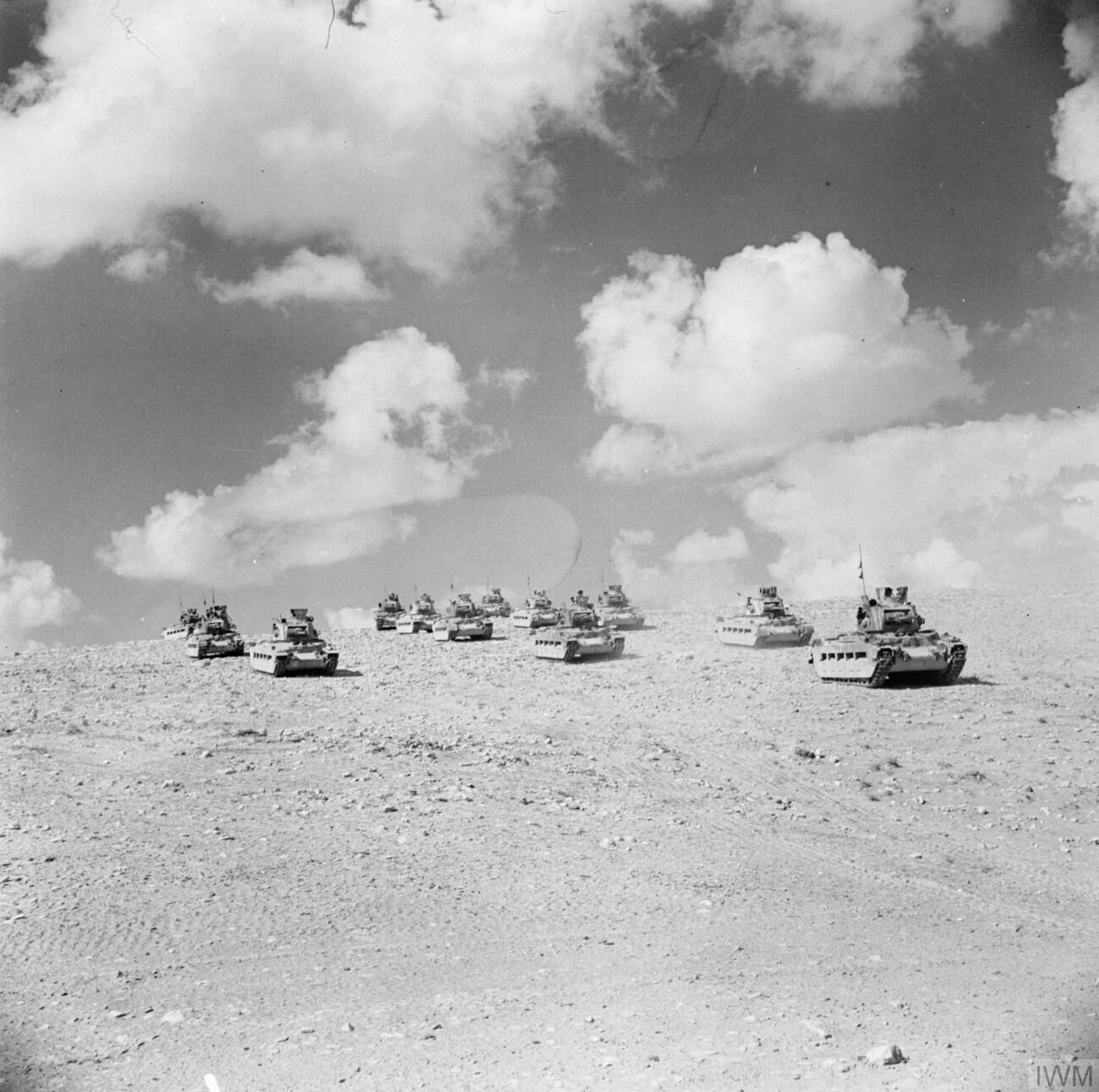
Czołgi Matilda w Afryce

- Western Desert Force
  - 22 (Guards) Infantry Brigade chwilowo pod dowództwem „HQ Mobile Force” (7 Support Group HQ) 
    - 1st Battalion, The Durham Light Infantry
    - 2nd Battalion, The Scots Guards
    - 3rd Battalion, The Coldstream Guards
    - 4th Royal Tank Regiment – Szwadrony 'A' i 'C' (24–26 Matild)

  - 7 Armoured Brigade
    - 2nd Royal Tank Regiment (29 czołgów typów A9 i A10)

  - 7 Support Group nazwane tymczasowo „HQ Mobile Force”  
    - 1st Battalion, The King's Royal Rifle Corps
    - 2nd Battalion, The Rifle Brigade
    - 11th Hussars (Prince Albert's Own)